# Archangelus Löslein
Archangelus Löslein OFMCap (* 3. November 1903 in Alzey als Paul Löslein; † 13. Februar 1982) war ein deutscher Seelsorger. Er war der Begründer der katholischen Jugendfreizeiten am Buchschirm bei Hilders in der Rhön im Bistum Fulda.

## Leben

### Ausbildung
Nach dem Erwerb des Maurergesellenbriefes 1923 trat er 1924 in den Kapuzinerorden ein und wurde 1930 in Münster zum Priester geweiht.

### Frühes priesterliches Wirken
Ab 1931 war er seelsorgerisch in Litauen tätig und nach dem Zweiten Weltkrieg Evakuierten- und Vertriebenenseelsorger (ab 1944) in Rotenburg an der Fulda und (ab 1948) in Wichmannshausen.
In den Jahren danach war er Pfarrkurat, (ab 1951) in Bebra und (ab 1954) in Wichmannshausen und Netra.

### Aufgaben auf Diözesanebene
Ab dem Jahr 1958 war Pater Löslein für überpfarreiliche Arbeit im Bistum Fulda freigestellt, insbesondere für die kirchliche Jugendarbeit. In dieser Funktion gründete er auch die diözesanen Kinder- und Jugendfreizeiten am Buchschirm bei Hilders in der Rhön, die bis heute von der Katholischen Jungen Gemeinde (KJG) im Bistum Fulda auf dem Zeltplatz des Thomas-Morus-Hauses angeboten werden.
1959 wurde er Rektor und Hausgeistlicher in der Familienbildungsstätte St. Michaelshof im Hilderser Ortsteil Unterbernhards und im Jahre 1967 Spiritual im Priesterseminar Fulda. Ab 1969 war er geistlicher Beirat des Familienbundes der Deutschen Katholiken.

## Ehrungen
1969 erhielt Pater Löslein vom Bund der Deutschen Katholischen Jugend (BDKJ) das „Ehrenkreuz in Gold“ für seine langjährige, ehrenamtliche Tätigkeit als Landeskurat der Deutschen Pfadfinderschaft Sankt Georg (DPSG).

## Pater-Löslein-Hütte

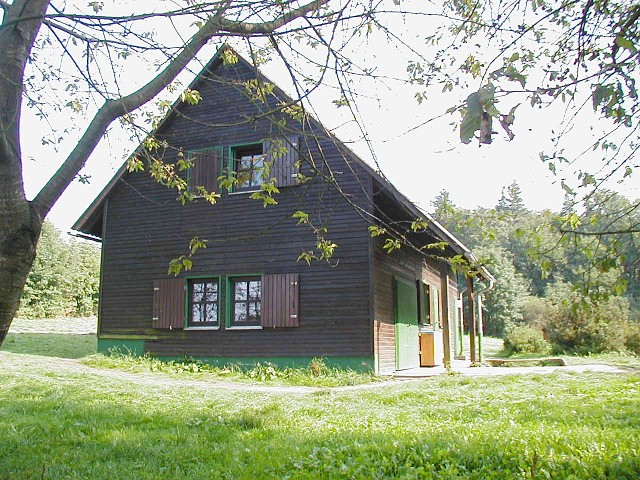
Pater-Löslein-Hütte am Buchschirm bei Hilders in der Rhön

Sie wurde bereits 1977 durch das Jugendwerk St. Michael erworben und dient als Selbstversorgerhütte mit angegliedertem 8.000 m² großen Zeltplatz.
Ihr Name erinnert an das besondere Engagement Lösleins für die Jugend im Bistum Fulda und die Kinder- und Jugendfreizeiten auf dem Buchschirm bei Hilders in der Rhön.